# Ramón Díaz
Pour les articles homonymes, voir Díaz.
Ramón Ángel Díaz (né le 29 août 1959 à La Rioja) est un footballeur argentin (au poste d'attaquant) devenu entraîneur.

## Biographie
Révélé au niveau mondial en même temps que Diego Maradona aux championnats du monde juniors de 1979 remportés par l'Argentine (il termine meilleur buteur de la compétition), Ramon Díaz a ensuite disputé la coupe du monde 1982 en Espagne avec la Sélection A. Par la suite, Carlos Bilardo ne le sélectionne ni pour le Mundial 86 remporté par les argentins, ni pour la Coupe du monde 1990.
Après avoir débuté à Club Atlético River Plate, il a exercé dans le championnat italien (Naples, Avellino, Inter) et a passé deux ans à l'AS Monaco. Il est ensuite retourné à River Plate, avant de terminer sa carrière de joueur dans la J-League (le championnat japonais) en 1994.
Puis il a embrassé une nouvelle carrière, celle d'entraîneur à succès, remportant sept championnats et une Copa Libertadores avec CA River Plate.
Le 12 juin 2016, la fédération paraguayenne annonce sa démission après l'élimination au premier tour de la Copa América Centenario face aux Équipe des États-Unis de soccer (1-0).
Le 25 octobre 2016 il signe en faveur de Al-Hilal d'Arabie saoudite avec qui il réussit le doublé coupe-championnat ainsi qu'une finale de la ligue des champions de l'AFC perdue face à Urawa Red Diamonds. Le 21 février 2018 il est licencé par son club pour faute de résultat.

## Carrière de joueur
| Année   | Championnat         | Équipe           | Matches | Buts |
| ------- | ------------------- | ---------------- | ------- | ---- |
| 1978    | Metropolitan        | CA River Plate   | 14      | 5    |
| 1979    | Metropolitan        | CA River Plate   | 6       | 3    |
| 1979    | Nacional            | CA River Plate   | 16      | 9    |
| 1980    | Metropolitan        | CA River Plate   | 27      | 14   |
| 1980    | Nacional            | CA River Plate   | 13      | 8    |
| 1981    | Metropolitan        | CA River Plate   | 30      | 14   |
| 1981    | Nacional            | CA River Plate   | 17      | 4    |
| 1982/83 | Serie A             | Naples           | 25      | 3    |
| 1983/84 | Serie A             | Avellino         | 24      | 7    |
| 1984/85 | Serie A             | Avellino         | 27      | 5    |
| 1985/86 | Serie A             | Avellino         | 27      | 10   |
| 1986/87 | Serie A             | Fiorentina       | 29      | 10   |
| 1987/88 | Serie A             | Fiorentina       | 24      | 7    |
| 1988/89 | Serie A             | Inter Milan      | 33      | 12   |
| 1989/90 | Division 1          | AS Monaco        | 28      | 15   |
| 1990/91 | Division 1          | AS Monaco        | 32      | 9    |
| 1991    | Tournoi d'ouverture | CA River Plate   | 17      | 14   |
| 1992    | Tournoi de clôture  | CA River Plate   | 14      | 6    |
| 1992    | Tournoi d'ouverture | CA River Plate   | 17      | 7    |
| 1993    | Tournoi de clôture  | CA River Plate   | 4       | -    |
| 1993/94 | J-League            | Yokohama Marinos | 62      | 52   |

## Bilan
| Championnat             | Matches | Buts |
| ----------------------- | ------- | ---- |
| Championnat d'Argentine | 175     | 84   |
| Championnat d'Italie    | 189     | 54   |
| Championnat de France   | 60      | 24   |
| Championnat du Japon    | 62      | 52   |
| Total                   | 484     | 214  |

## Palmarès d'entraîneur
| Championnat                                   | Année | Club                   |
| --------------------------------------------- | ----- | ---------------------- |
| Copa Libertadores                             | 1996  | CA River Plate         |
| Championnat d'Argentine (Tournoi d'ouverture) | 1996  | CA River Plate         |
| Championnat d'Argentine (Tournoi de clôture)  | 1997  | CA River Plate         |
| Supercopa Sudamericana                        | 1997  | CA River Plate         |
| Championnat d'Argentine (Tournoi d'ouverture) | 1997  | CA River Plate         |
| Championnat d'Argentine (Tournoi d'ouverture) | 1999  | CA River Plate         |
| Championnat d'Argentine (Tournoi de clôture)  | 2002  | CA River Plate         |
| Championnat d'Argentine (Tournoi de clôture)  | 2007  | San Lorenzo de Almagro |
| championnat d'Arabie saoudite                 | 2017  | Al-Hilal FC            |